# استرالزی در المپیک
استرالزی تیمی ترکیبی از ورزشکاران استرالیا و قلمروی نیوزیلند بود که در بازی‌های المپیک تابستانی ۱۹۰۸ و ۱۹۱۲ به رقابت پرداختند. هنگامی که بازی‌های المپیک در سال ۱۹۲۰ پس از جنگ جهانی اول از سر گرفته شد، دو کشور تیم‌های جداگانه‌ای را به بازی‌ها فرستادند و از آن زمان تاکنون این کار را انجام داده‌اند.

## رقابت

### جدول زمانی رقابت
| تاریخ     | تیم            | تیم            |
| --------- | -------------- | -------------- |
| ۱۹۰۰–۱۹۰۴ | استرالیا (AUS) |                |
| ۱۹۰۸–۱۹۱۲ | استرالزی (ANZ) | استرالزی (ANZ) |
| ۱۹۲۰–     | استرالیا (AUS) | نیوزیلند (NZL) |

## جدول مدال‌ها

### مدال‌ها بر پایه بازی‌های تابستانی
| بازی‌ها | ورزشکاران | طلا | نقره | برنز | مجموع | رتبه |
| ۱۹۰۸   | ۳۲        | ۱   | ۲    | ۲    | ۵     | ۱۱   |
| ۱۹۱۲   | ۲۶        | ۲   | ۲    | ۳    | ۷     | ۱۲   |
| مجموع  | ۵۸        | ۳   | ۴    | ۵    | ۱۲    | ۷۸   |

### مدال‌ها بر پایه رشته ورزشی
| رشته ورزشی    | طلا | نقره | برنز | مجموع |
| شنا           | ۲   | ۳    | ۳    | ۸     |
| راگبی ۱۵ نفره | ۱   | ۰    | ۰    | ۱     |
| بوکس          | ۰   | ۱    | ۰    | ۱     |
| دو و میدانی   | ۰   | ۰    | ۱    | ۱     |
| تنیس          | ۰   | ۰    | ۱    | ۱     |
| مجموع         | ۳   | ۴    | ۵    | ۱۲    |

## فهرست مدال‌آوران
تیم استرالزی در دو المپیک که در آن شرکت کرد در مجموع ۱۲ مدال کسب کرد که بیشتر در رشته شنا بود. یک نیوزیلندی در سال ۱۹۰۸ یک مدال گرفت (هری کر برنز در دو و میدانی) و دو نیوزیلندی (مالکوم چمپیون یک طلا در شنا، آنتونی وایلدینگ یک برنز در تنیس) در سال ۱۹۱۲ مدال گرفتند. تمام مدال‌آوران دیگر، استرالیایی بودند.
| مدال | نام                                                | بازی‌ها | رشته ورزشی    | رویداد                        |
| ---- | -------------------------------------------------- | ------ | ------------- | ----------------------------- |
| طلا  | تیم ملی استرالیا۱                                  | ۱۹۰۸   | راگبی ۱۵ نفره | مسابقات مردان                 |
| نقره | اسنوی بیکر                                         | ۱۹۰۸   | بوکس          | میان‌وزن مردان                 |
| نقره | فرانک بورپر                                        | ۱۹۰۸   | شنا           | ۴۰۰ متر آزاد مردان            |
| برنز | هری کر                                             | ۱۹۰۸   | دو و میدانی   | پیاده‌روی ۳۵۰۰ متر مردان       |
| برنز | فرانک بورپر                                        | ۱۹۰۸   | شنا           | ۱۵۰۰ متر آزاد مردان           |
| طلا  | فانی دوراک                                         | ۱۹۱۲   | شنا           | ۱۰۰ متر آزاد زنان             |
| طلا  | سسیل هیلی مالکوم چمپیون لزلی بوردمن هارولد هاردویک | ۱۹۱۲   | شنا           | ۲۰۰ × ۴ متر آزاد امدادی مردان |
| نقره | سسیل هیلی                                          | ۱۹۱۲   | شنا           | ۱۰۰ متر آزاد مردان            |
| نقره | مینا وایلی                                         | ۱۹۱۲   | شنا           | ۱۰۰ متر آزاد زنان             |
| برنز | هارولد هاردویک                                     | ۱۹۱۲   | شنا           | ۱۵۰۰ متر آزاد مردان           |
| برنز | هارولد هاردویک                                     | ۱۹۱۲   | شنا           | ۴۰۰ متر آزاد مردان            |
| برنز | آنتونی وایلدینگ                                    | ۱۹۱۲   | تنیس          | انفرادی داخل سالن مردان       |

۱ بازیکنان راگبی که در بازی‌های ۱۹۰۸ شرکت کردند: فیل کارمایکل، چارلز راسل، دنیل کارول، جک هیکی، فرانک اسمیت، کریس مک‌کیوات، آرتور مک‌کیب، توماس گریفن، جان بارنت، پاتریک مک‌کیو، سیدنی میدلتون، تام ریچاردز، مالکولم مک‌آرتور، چارلز مک‌مورتری، باب کریگ